# Sturmmann

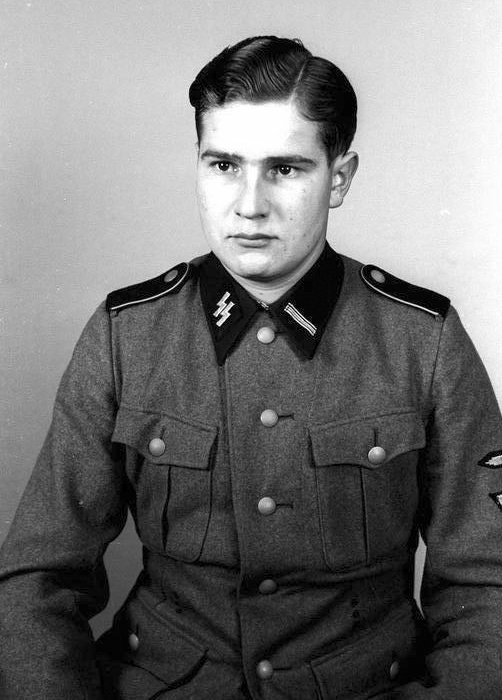
En SS-Sturmmann i koncentrationslägret Mauthausen-Gusen.

Sturmmann var en grad inom det nazityska paramilitära SS, motsvarande menig inom armén.

## Gradbeteckningar för Sturmmann i Waffen-SS

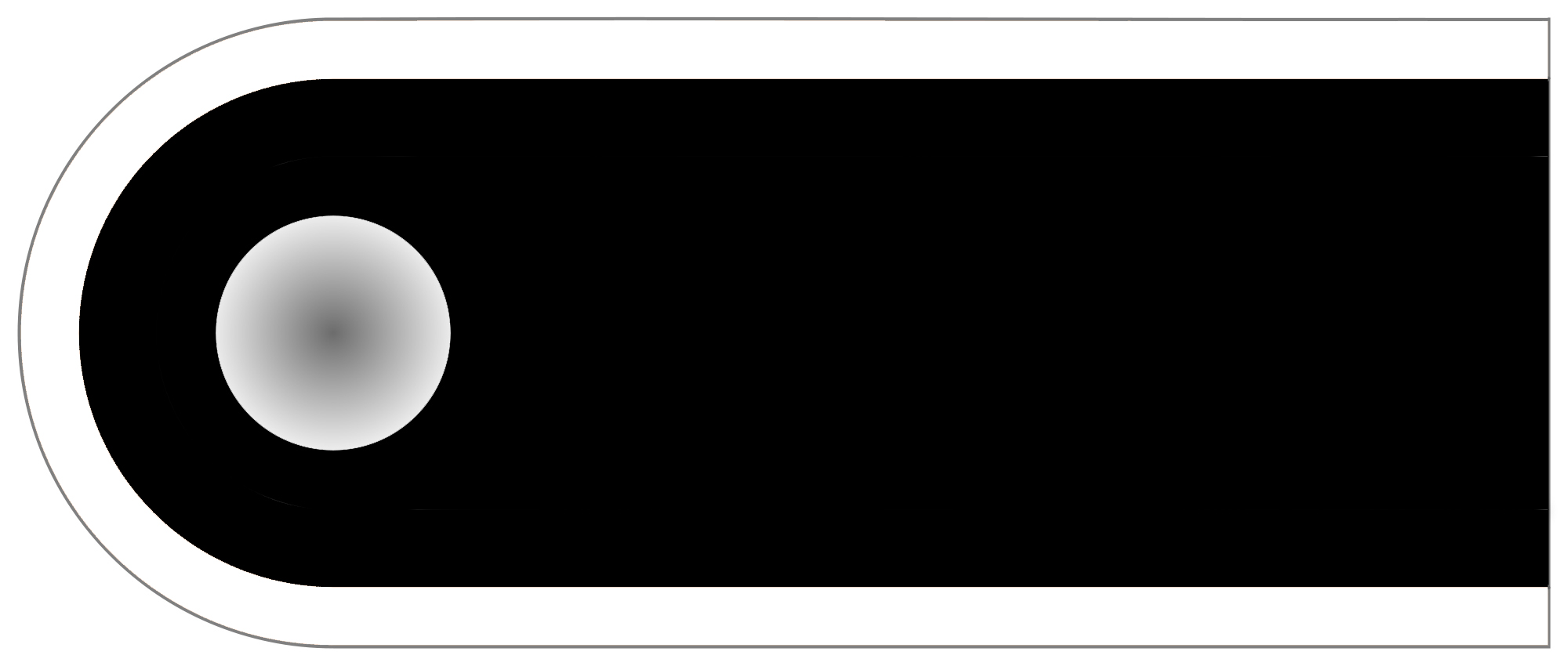
Axelklaff
Kragspeglar
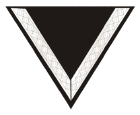
Ärmmärke